# Michael Kolář
Michael Kolář (Praga, República Checa, 21 de diciembre de 1992) es un ciclista eslovaco, exmiembro del equipo UCI WorldTeam Bora-Hansgrohe, conjunto con el que competía cuando anunció su retirada el 24 de junio de 2018.

## Palmarés
2013
- Kosice-Miskloc
- Bania Luka-Belgrado I
- 1 etapa de la Carpathia Couriers Paths
- 1 etapa de la Vuelta a Serbia

2015
- 1 etapa de la Vuelta a Eslovaquia

2016
- 3.º en el Campeonato de Eslovaquia en Ruta

2018
- 3.º en el Campeonato de Eslovaquia en Ruta

## Resultados en Grandes Vueltas y Campeonatos del Mundo
Durante su carrera deportiva consiguió los siguientes puestos en las Grandes Vueltas y en los Campeonatos del Mundo:
| Carrera         | Carrera         | 2012 | 2013 | 2014 | 2015 | 2016 | 2017 | 2018 |
| --------------- | --------------- | ---- | ---- | ---- | ---- | ---- | ---- | ---- |
|                 | Giro de Italia  | —    | —    | —    | —    | —    | —    | —    |
|                 | Tour de Francia | —    | —    | —    | —    | —    | —    | —    |
|                 | Vuelta a España | —    | —    | —    | —    | —    | Ab.  | —    |
| Mundial en Ruta | Mundial en Ruta | —    | —    | —    | Ab.  | 19.º | Ab.  | —    |

—: no participa

Ab.: abandono

## Equipos
- Dukla Trencin-Trek (2012-2013)
- Tinkoff (2014-2016)
  - Tinkoff-Saxo (2014-2015)
  - Tinkoff (2016)
- Bora-Hansgrohe (2017-2018)